# Calacanthus
Calacanthus, monotipični biljni rod iz porodice primogovki smješten u tribus Ruellieae, dio potporodice Acanthoideae. Jedina vrsta je indijski endem iz Zapadnih Gata C. grandiflorus. Opisan je u Genera plantarum 2: 1088. 1876. 

## Etimologija
Latinsko ime roda dolazi od grčkog kalos (lijep) i akanthos (bodlja, trn) grandiflorus- s velikim cvjetovima.

## Opis
Grmovi iz indijskih država Karnataka i Maharashtra. Narastu 1 do 2 metra visine. stabljike četverokutaste. Listovi 12-20 X 5-7,8 cm, eliptični, baza se sužava, vrh zašiljen. Cvjetovi plavoljubičasti, u gornjim pazušcima vršnih klasova dugim 3-15 cm. Kapsule 1,5-2 X 0,8 cm,  stisnute, baza sužena, vrh akutan, dlakav. Sjemenke promjera oko 0,7 cm, dlakave, žućkaste. 

## Ključni znakovi
Vjenčić s dvije usne, režnjevi uvijeni ulijevo u pupoljku. Prašnici-4, prašnici pri dnu nisu podbočeni. Ovule dvije u svakoj ćeliji. Kapsula -4 sa sjemenkama, sjemenke poduprte na tvrdoj, prema gore zakrivljenoj retinakuli.

## Rasprostranjenost
Indija: Goa, Karnataka, Maharashtra.
- C. grandiflorus
- C. grandiflorus

## Sinonimi
- Calacanthus grandiflorus (Dalzell) Kuntze; Revis. Gen. Pl. 2: 483 (1891)
- Calacanthus dalzellianus T.Anderson ex Benth. & Hook.f.; Gen. 2: 1088 (1876)
- Lepidagathis grandiflora Dalzell; Hooker´s J. Bot. Kew Gard. Misc. 2: 138 (1850)

## Vanjske poveznice
- Large Flowered Calacanthus